# 平山围
平山围是中国广东省广州市从化区的一个自然村。在太平镇南面约9.5千米，属高田村管辖。清朝建村。1998年时，全村人口281人。